# Парк, Рэй
Рэ́ймонд Парк (англ. Raymond Park; род. 23 августа 1974, Глазго, Шотландия, Великобритания) — британский актёр, каскадёр, мастер боевых искусств, снявшийся в таких картинах, как «Звёздные войны. Эпизод I: Скрытая угроза», «Люди Икс» и «Бросок кобры».

## Биография
Рэй Парк родился в шотландском городе Глазго, там же он пошёл в начальную школу. Позже, его семья (родители, брат и сестра) переехала в Лондон.
По желанию отца (который был большим поклонником Брюса Ли), Рэй начал заниматься боевыми искусствами с семи лет, в частности он начал посещать занятия по кикбоксингу и ушу.
В 16 лет Рэй Парк выиграл чемпионат Великобритании по боевым искусствам (англ. Great Britain`s Martial Arts National Championship) по кунг-фу, а также вошёл в состав сборной Великобритании на чемпионате мира по ушу в Малайзии в 1993 году.

## Карьера
В 1997 году дебютировал в качестве каскадёра в фильме «Смертельная битва 2: Истребление»: Дублировал Робина Шу и Джеймса Ремара, сыграл Бараку в боевых сценах.
В 1999 году снялся в первом эпизоде «Звёздных войн» в роли владыки-ситха (ученика Дарта Сидиуса) Дарта Мола (озвучил персонажа Питер Серафинович). За роль в этом фильме был номинирован на награды MTV Movie Award в двух номинациях: «лучшая кинодрака» и «лучший кинозлодей года». В этом же году был дублёром Кристофера Уокена в фильме «Сонная Лощина».
Следующей его работой стала роль в фильме «Люди Икс» в 2000 году. На этот раз роль была с диалогами. Парк сыграл злодея по прозвищу Жаба.
В декабре 2007 года Парка пригласили на роль Змеиные глаза(Snake eyes), одного из команды Джи-Ай Джо в фильме «Бросок кобры», который вышел в 2009 году.
Рэй Парк также играл второстепенную роль в четвёртом сезоне американского телесериала «Герои». Его персонажем стал Эдгар.
Принимал участие в фильмах: «Баллистика: Экс против Сивер», «То что мы делаем — тайна» и «Фанаты».

## Личная жизнь
Женат, есть сын и дочь, семья живёт в Лос-Анджелесе.

## Фильмография

### Актёр
| Год       |    | Русское название                         | Оригинальное название                   | Роль                      |
| --------- | -- | ---------------------------------------- | --------------------------------------- | ------------------------- |
| 1999      | ф  | Звёздные войны. Эпизод I: Скрытая угроза | Star Wars Episode I: The Phantom Menace | Дарт Мол                  |
| 2000      | ф  | Люди Икс                                 | X-Men                                   | Жаба                      |
| 2002      | ф  | Баллистика: Экс против Сивер             | Ballistic: Ecks vs. Sever               | Эй. Джи. Росс             |
| 2005      | ф  |                                          | Potheads: The Movie                     | мистер Ди                 |
| 2006      | тф | Вампиры: Возрождение древнего рода       | Slayer                                  | близнецы-вампиры-акробаты |
| 2007      | ф  | То что мы делаем — тайна                 | What We Do Is Secret                    | Брендан Муллен            |
| 2008      | с  | Легенда о Брюсе Ли                       | The Legend of Bruce Lee                 | Чак Норрис                |
| 2009      | ф  | Фанаты                                   | Fanboys                                 | THX охранник #2           |
| 2009      | ф  | Бросок кобры                             | G.I. Joe: The Rise of Cobra             | Снейк Айз                 |
| 2009      | ф  | Адский переплёт                          | Hellbinders                             | Макс                      |
| 2009—2010 | с  | Герои                                    | Heroes                                  | Эдгар                     |
| 2010      | ф  | Король бойцов                            | The King of Fighters                    | Руджэл Бернштейн          |
| 2013      | ф  | G.I. Joe: Бросок кобры 2                 | G.I. Joe: Retaliation                   | Снейк Айз                 |
| 2013      | ф  | Алчность                                 | Avarice                                 | Натан                     |
| 2014      | ф  | Джинн                                    | Jinn                                    | Гавриил                   |
| 2014      | ф  | Будущий боец                             | Future Fighters                         | Генри                     |
| 2018      | ф  | Несчастный случай                        | Accident Man                            | Мак                       |
| 2018      | ф  | Хан Соло. Звёздные войны: Истории        | Solo: A Star Wars Story                 | Дарт Мол (голограмма)     |

### Каскадёр
| Год  |   | Русское название                 | Оригинальное название       | Роль     |
| ---- | - | -------------------------------- | --------------------------- | -------- |
| 1997 | ф | Смертельная битва 2: Истребление | Mortal Kombat: Annihilation | каскадёр |
| 1999 | ф | Сонная Лощина                    | Sleepy Hollow               | каскадёр |